# Поселля (Бичурський район)
Поселля (рос. Поселье) — село Бичурського району, Бурятії Росії. Входить до складу Сільського поселення Посельське.
Населення — 529 осіб (2015 рік).